# Municipio de Goshen (Pensilvania)
El municipio de Goshen (en inglés, Goshen Township) es un municipio del condado de Clearfield, Pensilvania, Estados Unidos. Tiene una población estimada, a mediados de 2022, de 394 habitantes.

## Geografía
Está ubicado en las coordenadas 41°07′45″N 78°22′26″O / 41.12917, -78.37389 (41.129098, -78.373859).

## Demografía
Según el censo de 2000, en ese momento los ingresos medios de los hogares eran de $28,000 y los ingresos medios de las familias eran de $35,000. Los hombres tenían ingresos medios por $25,250 frente a los $17,000 que percibían las mujeres. Los ingresos per cápita eran de $12,255. Alrededor del 17.5% de la población estaba por debajo de la línea de pobreza.
De acuerdo con la estimación 2017-2021 de la Oficina del Censo, los ingresos medios de los hogares son de $38,917 y los ingresos medios de las familias eran de $44,875. Alrededor del 21.3% de la población está por debajo de la línea de pobreza.